# Wojciech I van Jastrzębiec
Wojciech Jastrzębiec (Łubnice, ong. 1362 - 1436) was een Pools politicus en aartsbisschop. Hij was in zijn leven ook bisschop van Poznań en Krakau. Wojciech Jastrzębiec bekleedde daarnaast belangrijke ambten aan het hof van koning Wladislaus II Jagiello van Polen.

## Biografie
Wojciech Jastrzębiec was een telg van de Poolse heraldische clan Jastrzębiec. Oorspronkelijk was hij Kanselier van koningin Hedwig van Polen en was raadgever van Wladislaus II. Jastrzębiec gebruikte in 1411 zijn politieke macht om Piotr Wysz uit zijn bisschopsambt te zetten en zijn plaats als bisschop van Krakau in te nemen.
In 1399 werd hij gewijd tot aartsbisschop van Gniezno, maar gaf het ambt op op aandringen van de koning. Wojciech was de auteur van talrijke religieuze werken en kroonde koning Władysław III in de Wawelkathedraal op 25 juli 1434.